# 陳鍾
陈锺（1464年—？），字廷禄，雲南雲南後衛軍籍福建莆田县人，明朝政治人物。

## 生平
弘治十一年戊午科雲貴鄉試第七名舉人。弘治十二年（1499年）中式己未科會試第一百五十七名，三甲第七十九名進士。授推官，十八年十一月选授山东道试監察御史，正德二年（1507年）查盘边储，四年巡按四川，以所按多盗不能扑灭，被逮至京，五年三月疏辯，免罪，夺俸三月，六月贬湖广武昌府推官，升南京刑部主事，六年正月升四川按察司佥事。

## 家族
曾祖陈逢吉；祖陈麟；父陈让。前母韓氏，母赵氏。慈侍下。兄镕、铉、弟钢。